# Intressentmodellen
Intressentmodellen är ett företagsekonomiskt begrepp som syftar till att belysa vilka aktörer som har intressen i ett företag eller en organisation och beskriver organisationens relation till sin omvärld, de som ställer krav på en och de som organisationens ställer krav på. Intressenterna har alla olika mål. Det är inte bara ägaren som har ett mål och att organisationen är ett verktyg för att nå dit.
Modellen vidgar synen på vilka som utövar legitimt inflytande i företaget. Det är alltså ett mycket effektivt sätt att bilda sig en första uppfattning om vad det än är man ska ta sig an. Modellen går ut på att man identifierar intressenterna och någon eller något som påverkas av verksamheten, och dess intressen för att få veta vad projektet måste prestera vilka processer som finns, vilken information som utvecklas med olika intressenter. Man kan använda det som ett verktyg för att maximera önskad effekt och hur intressenterna påverkar organisationen. En önskvärd effekt kan vara att se intressenternas hållbara utveckling samt effekt på naturresurser.
Intressenters incitament är inom ramen för modellen starkt kopplade till idéer om jämvikt, i form av att det framkommer en bidrags-belöningsbalans mellan organisationen i fråga och dess intressenter. Enligt jämviktsteorin så fortsätter intressenterna att delta i organisationen bara så länge som de belöningar som intressenten erhåller anses av intressenten själv vara lika stora som eller större än de bidrag som intressenten ombetts ge till organisationen. Dessa belöningar kan vara såväl ekonomiska som av annat slag. Intressentmodellen är således också besläktad med marknadsekonomisk teori.

## Historia
R. Edward Freeman (född 18 december 1951) är en amerikansk filosof och professor i företagsekonomi. Freeman är grundaren av intressentmodellen, som på engelska kallas för  ”stakeholder theory”, denna modell har gjort hans namn känt. En intressent (en: stakeholder) är en person som har intressen i en viss organisations verksamhet. Det är ett gammalt begrepp som grundades i USA på 1950-talet av samhälls- och beteendeforskaren Herbert Simon som 1978 vann Sveriges riksbanks pris i ekonomisk vetenskap till Alfred Nobels minne. Intressentbegreppet kom till Sverige 1964 genom professorn i företagsekonomi, Eric Rhenman.
I en tidig formulering uppfattades intressentmodellen som statisk; det var företagsledningens uppgift att balansera de olika intressenterna mot varandra för att uppnå jämvikt och goda arbetsförhållanden i företaget. Denna starka roll för företagsledningen har senare ifrågasatts. Företagsledningen intar fortfarande en central position, men som en av flera intressenter och med en roll som i normalfallet bestäms av att de är representanter för ägarna. För att klassas som intressent måste man både påverkas av verksamheten och kunna påverka den. I vissa fall är intressen gemensamma, i vissa fall kan de stå i konflikt med varandra. Intressentmodellen är uppdelad i interna och externa intressenter.
I sin bok "The Functions Of The Executive" beskrev Chester I. Barnard begreppet formell organisation som ett kooperativt system bestående av medlemmar med ett eller flera gemensamma syften och hänvisade därmed indirekt till intressentperspektivet av organisationsteorin.

## Externa och interna intressenter
Exempel på externa intressenter är:
- Aktieägare - har andelar i företag
- Den externa politiska sfären - politiska beslut som påverkar
- Leverantörer[11] - levererar olika varor eller tjänster mot ersättning
- Kunder[11] - betalar för varor eller tjänster
- Fordringsägare[11] - Exempelvis banker eller andra finansiärer. Tillhandahåller lån eller andra former av finansiering mot ränta eller annan ersättning
- Stat och kommun[11] - Tillhandahåller exempelvis offentligfinansierad infrastruktur, angelägna om att medborgare får arbete, tar ut skatt, kan ansvara för myndighetsutövning.
- Medier - Tidning, TV, radio

Exempel på interna intressenter: 
- Anställda[11] - utför arbete i utbyte mot lön och andra förmåner
- Ägarna[11] - Kan exempelvis ha satsat kapital, får utdelning eller avkastning i annan form
- Ledning - styrning av en organisation

## När används intressentmodellen?
Denna modell kommer till användning i sammanhang då man vill säkra sig om att man tar hänsyn till alla inblandade aktörer vid någon slags förändring, såväl interna som externa aktörer. Modellen har visat sig vara det bästa arbetssättet i och med att det involverar fler tankar vilket i sig då kan skapa ökat engagemang hos de inblandade i intressentanalysen. Användandet av intressentmodellen har ökat i stadig takt, detta på grund av att intresset för etiska frågor har ökat. Modellen hjälper företag att få en översiktlig bild varför man egentligen skall ta hänsyn till sina intressenter.
Maktfördelningen mellan de olika intressenterna kan variera. Intressenternas insyn i verksamheten säkerställs bland annat genom en fungerande redovisning.